# Mokkori
Mokkori (モッコリ) est un gitaigo, c'est-à-dire une onomatopée japonaise exprimant une action, désignant une érection pénienne,.
Ce terme a été popularisé dans les années 1980 par le manga et l'anime City Hunter de Tsukasa Hōjō. Ryô Saeba, le personnage principal, vient au secours de personnes en détresse, mais nourrit toujours des arrière-pensées licencieuses à l'égard de ses jolies clientes, qu'il désigne parfois sous le vocable de « Miss Mokkori ».
La fréquence et l'intensité des érections du héros constituent l'un des gags les plus récurrents du manga, motif quasi absent de l'adaptation en anime.
Ce terme n'a pas d'équivalent français connu, mais est sémantiquement proche de l'argot anglais schwing.